# Автомобиль на топливных элементах

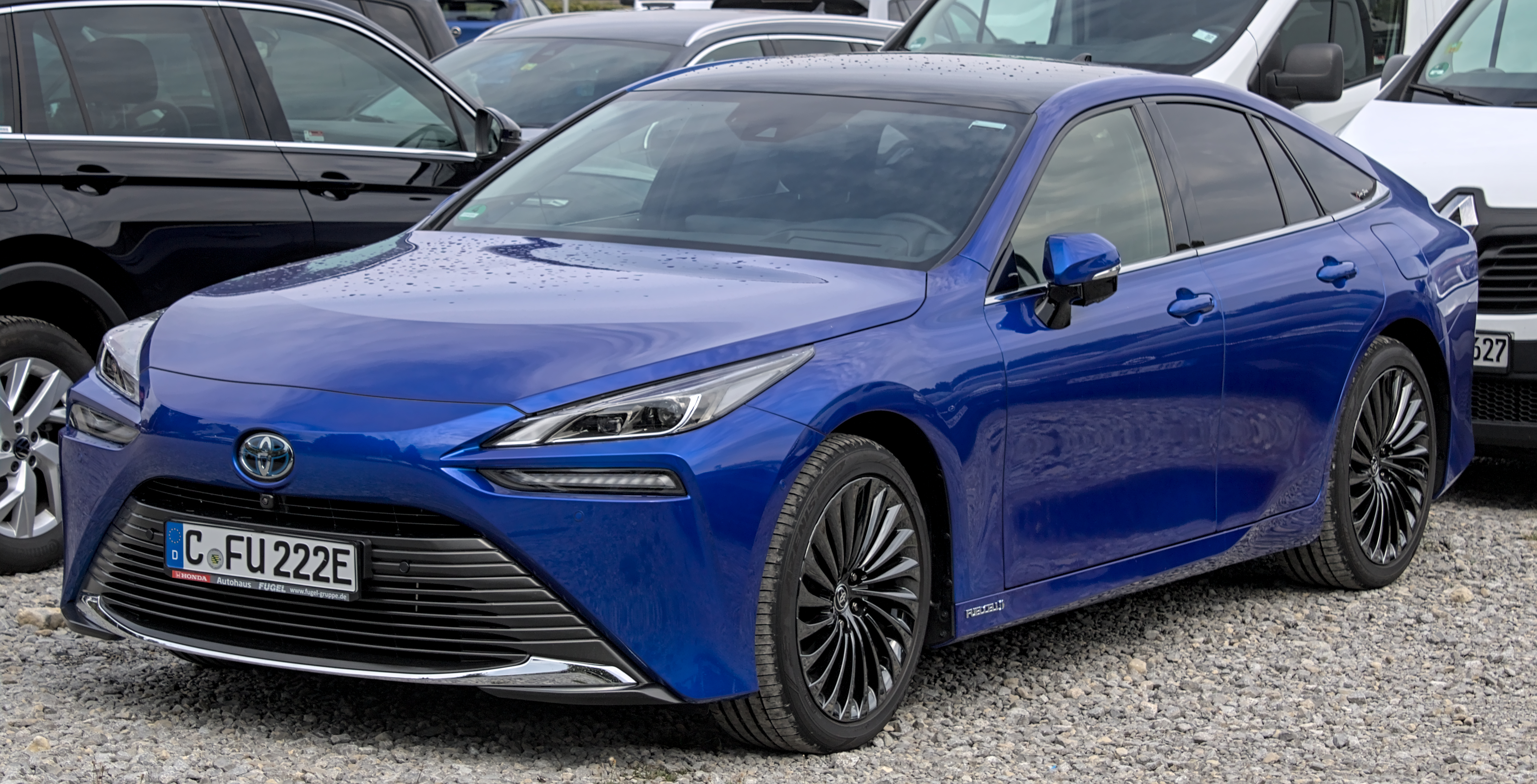
Toyota Mirai (JPD20)

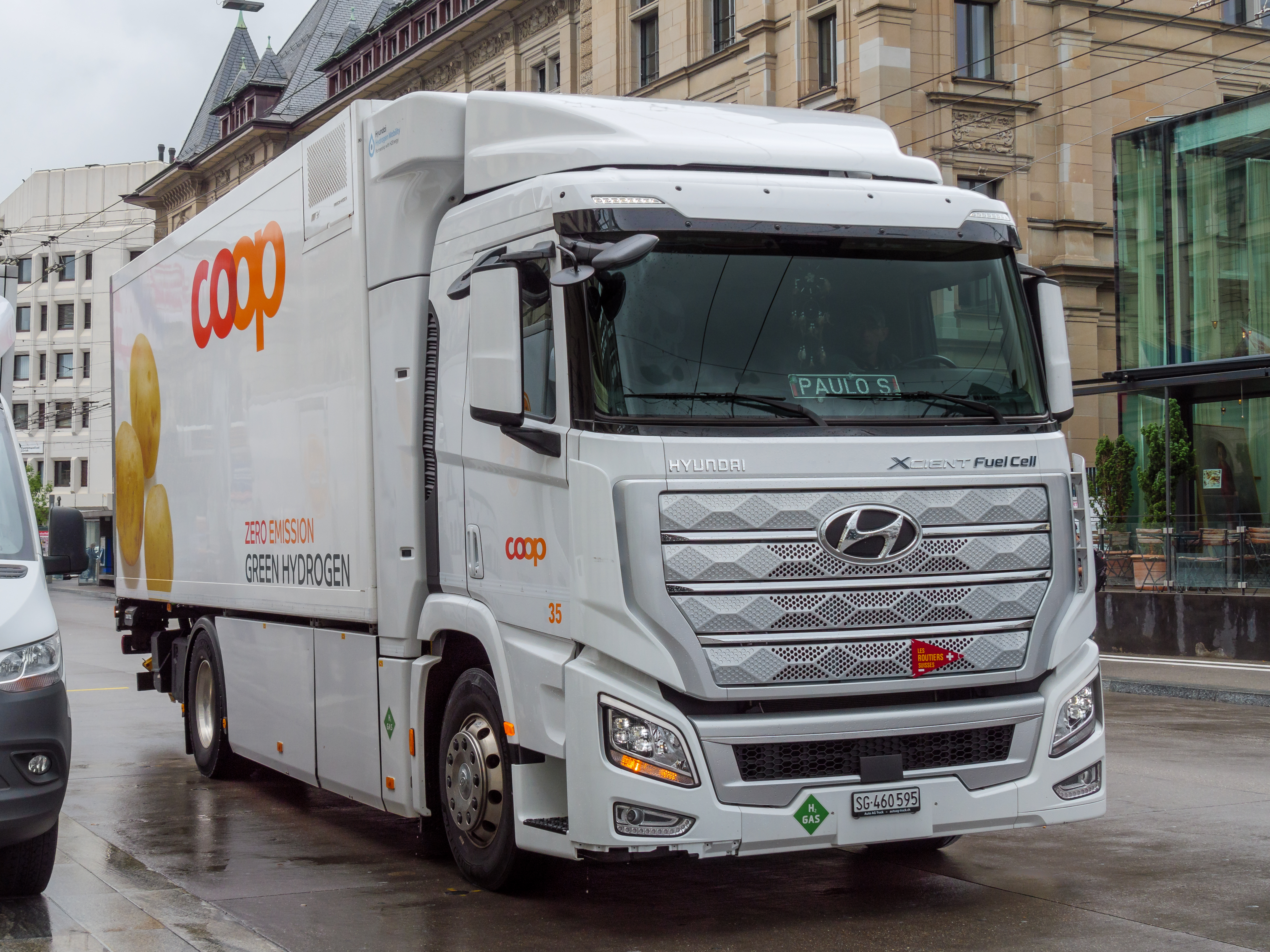
Hyundai Xcient Fuel Cell в Швейцарии, 2021 год

Автомобиль на топливных элементах — это тип электромобиля, который использует топливный элемент для производства электроэнергии. Топливные элементы в водородных транспортных средствах вырабатывают электричество для работы электродвигателя, используя водород или углеводородное топливо и кислород из воздуха.
Автомобиль на топливных элементах следует отличать от автомобилей с водородным двигателем внутреннего сгорания.

## Эффективность
Сами по себе топливные элементы имеют высокий КПД, 60—80%. Однако водород, который обычно служит топливом, не является первичным источником энергии. Поэтому общая эффективность всей системы зависит от того, каким способом был получен водород, и может оказаться гораздо ниже.
Отдельную сложность представляет собой хранение и транспортировка водорода. Обладая большой энергоёмкостью на единицу массы, водород обладает в то же время низкой объёмной плотностью хранения энергии. Поэтому его приходится сжимать гораздо сильнее, чем метан или пропан. Например, баллоны для хранения водорода в Toyota Mirai рассчитаны на давление 70 МПа (700 бар). Для сравнения: метан при использовании в автомобилях сжимают обычно до 20—25 МПа, пропан — до 0,8-1,2 МПа.
Кроме того катализатор топливного элемента может быть чувствителен к присутствию в топливе примесей.
Выбросов CO2 сам по себе автомобиль, работающий на водороде, не производит. Однако, выбросы могут производиться при производстве водорода. Итоговая эмиссия парниковых газов может быть как околонулевой ("зелёный", "жёлтый" водород), так и даже более высокой, чем у автомобилей с ДВС ("серый" водород, полученный с использованием энергии от угольных электростанций). Существуют рассчеты, что при использовании водорода, получаемого с помощью возобновляемых источников энергии, экологичность автомобилей на топливных элементах превышает экологичность заряжаемых автомобилей.

## Модели
| Модель                                  | Годы производства | Фото |
| --------------------------------------- | ----------------- | ---- |
| Nissan X-Trail FCV 04                   | 2003—2013         |      |
| Mercedes-Benz F-Cell (на базе A-класса) | 2005—2007         |      |
| Chevrolet Equinox FC                    | 2007—2009         |      |
| Honda FCX Clarity                       | 2008—2015         |      |
| Mercedes-Benz F-Cell (на базе B-класса) | 2010—2014         |      |
| Honda Clarity Fuel Cell                 | 2016—2021         |      |

| Модель       | Годы производства            | Фото |
| ------------ | ---------------------------- | ---- |
| Toyota Mirai | с 2014 (II поколение с 2020) |      |
| Hyundai Nexo | август 2018 —                |      |

## Опасность водорода
Водород чрезвычайно опасен в использовании. Кроме большого давления в баллонах, система взрывоопасна.
При малейшей разгерметизации, нарушения уплотнения соединений, тем более при авариях с повреждением и разгерметизацией системы происходит объёмный взрыв.
Особенно опасны последствия таких взрывов в закрытых помещениях, тоннелях, подземных гаражах, гаражах под зданиями и т. п.
Также большую опасность представляют заправочные водородной станции. Уже происходили аварии, например: Взрыв водородной заправочной станции в Норвегии (10 июня 2019 года), пожар на водородной заправке в Баварии (июнь 2024),...
Опасность присутствует на всех стадиях: производство, хранение, перевозка, эксплуатация.
Установка заправочных станций в жилых массивах несёт прямую угрозу жизни и здоровью граждан, также как и эксплуатация транспорта с водородными установками и водородными ТЭ.
10 июня 2019 года на водородной заправочной станции компании Uno-X в Саннвике (Норвегия) произошёл мощный взрыв, причиной которого послужила утечка водорода из баллона высокого давления. В результате взрыва не было погибших, однако воздействие взрыва было столь велико, что ощущалось как землетрясение в радиусе 28 километров.